# Ernst Schwarz
Ernst Schwarz (1 de diciembre de 1889-23 de septiembre de 1962) fue un zoólogo alemán.
Schwarz era aborigen de Fráncfort del Meno y estudió zoología en la Universidad de Múnich. Trabajó en el Museo de Historia natural de Frankfurt y en el Museo Zoológico de Berlín.
En 1929, fue profesor de zoología en la Universidad de Greifswald. Y trabajó en el Museo de Historia Natural de Londres de 1933 a 1937, cuando se mudó a EE. UU. Se especializó en especies de grandes simios.
A menudo se le atribuye el descubrimiento del bonobo (chimpancé pigmeo) en 1928.

## Abreviatura (zoología)
La abreviatura Schwarz  se emplea para indicar a Ernst Schwarz como autoridad en la descripción y taxonomía en zoología.